# Nazi Rock

Nazi Rock est l'un des titres phares de l'album provocateur de Serge Gainsbourg Rock Around the Bunker (1975).
Ce titre dénonce, sous un ironique air joyeux, les violences faites par les nazis durant la Nuit des Longs Couteaux.
Elle a été reprise dans le film Gainsbourg, vie héroïque par l'acteur principal jouant Serge Gainsbourg, Éric Elmosnino, et le groupe Dionysos dans une version plus rock arrangée par Olivier Daviaud.